# Podwójny agent
Podwójny agent (ang. double agent) – osoba szpiegująca jednocześnie dla dwóch różnych organizacji (często wrogich do siebie nawzajem). Głównym celem podwójnego agenta jest nieoficjalne przekazywanie informacji dla danej organizacji, podczas oficjalnego szpiegowania dla innej. Często są zaufanymi agentami organizacji, dla której pracują oficjalnie, gdyż przekazują jej prawdziwe, ale bezużyteczne informacje sfabrykowane przez organizację, dla której rzeczywiście pracują. Częstą formą przekształcenia schwytanego agenta w agenta podwójnego jest groźba śmierci.

## Słynne przykłady podwójnych agentów
| Okres szpiegowania             | Agent                                                   | Narodowość  | Lojalny wobec        | Szpiegował              | Przypisy |
| ------------------------------ | ------------------------------------------------------- | ----------- | -------------------- | ----------------------- | -------- |
| I wojna światowa               | Mata Hari                                               | Holenderska | Cesarstwo Niemieckie | III Republika Francuska | [ 3 ]    |
| II wojna światowa              | Juan Pujol Garcia "Garbo", "Bovril", "Alaric", "Arabel“ | Katalońska  | Wielka Brytania      | III Rzesza              | [ 3 ]    |
| II wojna światowa              | Harold Kim Philby                                       | Angielska   | KGB                  | MI6                     | [ 4 ]    |
| II wojna światowa, Zimna wojna | "Cambridge Five"                                        | Angielska   | KGB                  | MI5                     | [ 3 ]    |
| Zimna wojna                    | Heinz Felfe                                             | Niemiecka   | KGB                  | BND                     | [ 3 ]    |
| Zimna wojna                    | Aldrich Ames                                            | Amerykańska | KGB                  | CIA                     | [ 4 ]    |
| Konflikt w Irlandii Północnej  | Denis Donaldson                                         | Irlandzka   | MI5                  | Sinn Féin, IRA          | [ 3 ]    |